# Jackie Collins
Jacqueline Jill Collins OBE (4 d'octubre de 1937 – 19 de setembre de 2015) fou una novel·lista britànica. Va anar a viure a Los Angeles durant la dècada del 1960 i va obtenir la ciutadania americana. Allà va desenvolupar la major part de la seva carrera. Va escriure 32 novel·les, que van sortir totes a The New York Times bestsellers list. En total, s'han venut uns 500 milions de còpies dels seus llibres i han estat traduïts a 40 idiomes. Vuit de les seves novel·les han estat adaptades per a la pantalla, sigui amb pel·lícules o amb minisèries de televisió. Era la germana petita de l'actriu Joan Collins.

## Primers anys
Collins va néixer el 1937 a Hampstead, Londres, era filla d'Elsa Bessant (morta el 1962) i Joseph William Collins (mort el 1988), un agent teatral amb clients com Shirley Bassey, the Beatles i Tom Jones.
La seva mare era anglicana i el seu pare un jueu, nascut a Sud-àfrica. Jackie era la germana mitjana, la seva germana gran era l'actriu Joan Collins, i tenia un germà petit, Bill.
Collins va estudiar a la Francis Holland School, una escola per a nenes de Londres. Quan tenia 15 anys va ser expulsada de l'escola. A 29 anys va tenir un breu romanç amb Marlon Brando. Cap al 1950 va començar la seva carrera d'actriu, treballant en pel·lícules de Sèrie B britàniques, i com a cantant, al costat d'un jove Des O'Connor, entre d'altres.
Els seus pares la van enviar a Los Angeles, a viure amb la seva germana gran, Joan Collins, una actriu de Hollywood. Va fer petits papers en pel·lícules i sèries de televisió com The Saint, Després va renunciar a la seva carrera d'actriu per dedicar-se a l'escriptura, tot i que l'any 1980 va fer un petit paper a la sèrie de televisió Minder.

## Carrera

### Anys 60
La primera novel·la de Collins, The World Is Full of Married Men, es va publicar el 1968. Després de la seva publicació, l'escriptora de novel·les romàntiques Barbara Cartland, va dir que era "desagradable, fastigosa i repugnant". El llibre va ser prohibit a Austràlia i Sud-àfrica, però l'escàndol va augmentar les vendes als Estats Units i al Regne Unit. La seva segona novel·la, The Stud, es va publicar el 1969. També va ser inclosa a les llistes de llibres més llegits.

### Anys 70
La tercera novel·la de Collins, Sunday Simmons & Charlie Brick es va publicar el 1971 (primer sota el títol de The Hollywood Zoo al Regne Unit i després retitulada Sinners, a la resta del món, el 1984) i també va entrar a les llistes dels més llibres venuts. Va ser la primera novel·la de Collins ambientada als Estats Units.
Lovehead publicada el 1974 (retitulada com a The Love Killers el 1989), va ser la primera incursió de Collins al món del crim organitzat, un gènere que li portaria molts èxits al llarg de la seva carrera.
A continuació ca publicar The World Is Full of Divorced Women el 1975, i Lovers & Gamblers el 1977, explicant la història de l'estrella del rock Al King.
A finals dels 70, Collins va escriure guions per al cinema. Va participar en l'elaboració del guió per portar a la pantalla una versió de la seva novel·la The Stud (1978), protagonitzat per la seva germana gran Joan, fent de l'adúltera caça-fortunes Fontaine Khaled. Després va escriure el guió per a l'adaptació a la pantalla de la seva primera novel·la The World Is Full of Married Men (1980). El 1979 va treure la seva setena novel·la, The Bitch, una seqüela de The Stud, que també es va adaptar amb èxit per al cinema, amb Joan Collins reprenent el paper protagonista. Al mateix temps, Collins va escriure el guió original (no basat en cap de les seves novel·les) de la pel·lícula Yesterday's Hero.

### Anys 80
Durant els anys 80, Collins i la seva família es van traslladar a Los Angeles, per continuar escrivint sobre els "rics i famosos". Collins deia "Si vols tenir èxit, has d'estar al lloc i en el moment adequats. I Los Angeles, als 80, ho eren."
La seva següent novel·la va ser Chances, publicada el 1981, en la qual va crear el seu personatge més famós, Lucky Santangelo, la "perillosament bonica" filla d'un gàngster.
Mentre vivia a Sunset Boulevard, Collins va acumular coneixements i experiències que li van permetre escriure la novel·la que li va proporcionar un major èxit comercial, Hollywood Wives, publicada el 1983 i que va arribar a ser la primera a la llista dels llibres més venuts del The New York Times. Es van vendre uns 15 milions de còpies de la novel·la, que va convertir Collins en una celebritat.
El 1985, es va fer la minisèrie de televisió Hollywood Wives, produïda per Aaron Spelling i protagonitzada per Candice Bergen, Stefanie Powers, Angie Dickinson, Anthony Hopkins, Suzanne Somers, i Rod Steiger. Tot i que als crèdits Collins sortia com "consultora creativa" va assegurar que no havia estat consultada durant la producció i que no estava d'acord amb el repartiment escollit.
Després va escriure la seqüela de Chances, titulada Lucky (publicada el 1985), seguida de Hollywood Husbands (1986) i Rock Star (1988).

### Anys 90
El 1990, Collins va publicar la seva tercera novel·la de Lucky Santangelo, Lady Boss. El mateix any, va escriure i coproduir la minisèrie de televisió Lucky Chances, que combinava les dues primeres novel·les de Lucky Santangelo, i que va ser protagonitzada per Nicollette Sheridan (en el paper principal) i Sandra Bullock.
El 1992, Collins va enviudar al morir de càncer el seu marit, Oscar Lerman. Per aquell temps, Collins va escriure i produir una altra minisèrie basada en la novel·la Lady Boss, amb Kim Delaney interpretant el paper principal. Els èxits de vendes de Collins van seguir amb American Star (1993), Hollywood Kids (1994) i la quarta novel·la protagonitzada per Santangelo, Vendetta: Lucky's Revenge (1996).
El 1998, va fer un programa d'entrevistes per a la televisió, Jackie Collins' Hollywood, però no va tenir massa èxit. Va publicar una nova novel·la (Thrill, 1998), i va escriure una sèrie de mini-novel·le per a ser publicades al diari L.A. Connections, en les quals va crear una nova heroïna, la periodista d'investigació Madison Castelli. El 1999 va publicar la cinquena novel·la protagonitzada per Lucky Santangelo, Dangerous Kiss.

### 2000
La dècada dels 2000 Collins va estar molt ocupada. Va publicar vuit bestsellers. El 2000, Collins va tornar a recuperar el personatge de Madison Castelli a la novel·la Lethal Seduction. El 2001 va publicar Hollywood Wives: The New Generation, que després va ser adaptar en una pel·lícula per a la televisió, el 2003, protagonitzada per Farrah Fawcett, Melissa Gilbert i Robin Givens (Collins hi va participar com a productora executiva). El 2002 va publicar una nova novel·la de Madison Castelli, Deadly Embrace, i el 2003 Hollywood Divorces. El 2004, Collins va ser l'amfitriona en una sèrie d'especials per a televisió (Jackie Collins Presents) per a E! Entertainment Television.
El 2006 Collins va publicar Lovers & Players i, el 2007, la sisena novel·la de Lucky Santangelo, Drop Dead Beautiful. Married Lovers (2008) és protagonitzada per una entrenadora personal (Cameron Paradise). Després va publicar Poor Little Bitch Girl (2009), partint d'una idea sobre hereves que Collins havia començat a treballar per a la televisió i que no es va materialitzar.
El 2010 es va fer la pel·lícula en DVD Paris Connections, una adaptació de les mini novel·les L.A. Connections. Va ser protagonitzada per Charles Dance, Trudie Styler, i Nicole Steinwedell com a Madison Castelli.
Collins va seguir escrivint novel·les amb el personatge de Lucky Santangelo: Drop Dead Beautiful i Goddess of Vengeance. El febrer de 2013, Collins va publicar la seva 29a novel·la, titulada The Power Trip. El febrer de 2014 va publicar Confessions of a Wild Child, la pel·lícula del qual s'havia anunciat fins i tot abans que el llibre sortís. Collins també va publicar el llibre de cuina The Lucky Santangelo Cookbook (2014) titulat així perquè la protagonista de set de les seves novel·les, Lucky Santangelo, sovint apareixia preparant plats elaborats als seus íntims (i havia vist al seu pare tirar un plat de menjar a la seva mare quan era petita). La darrera novel·la de Jackie Collins va ser The Santangelos (2015), que tancava la sèrie de novel·les protagonitzades per Lucky Santangelo i que havia començat amb Chances el 1981.

### Vida privada
Collins tenia doble nacionalitat: Britànica (per naixement) i estatunidenca, des del 6 de maig de 1960.
Collins es va casar amb el seu primer marit, Wallace Austin, el 1960, i es va divorciar el 1964. La parella va tenir una filla, la Tracy, nascuda el 1961. El 1965, Collins es va casar de nou amb Osca Lerman, propietari d'una galeria d'art i d'un nightclub (Ad-Lib, Tramp). El casament es va fer a casa de la seva germana Joan i de l'Anthony Newley. Collins i Lerman van tenir dues filles, Tiffany (nascuda el 1967) i Rory (nascuda el 1969). Lerman també va adoptar la filla del primer matrimoni de Collins. Lerman va morir el 1992 de càncer de pròstata.
El 1994, Collins es va comprometre amb l'executiu Frank Calcagnini, que va morir el 1998 d'un tumor cerebral.
A les llistes de rics del 2011 del The Sunday Times, Collins apareix com la cinquena autora més rica del Regne Unit amb una fortuna personal estimada de 60 milions de lliures. L'any 2013 va rebre l'Orde de l'Imperi Britànic (OBE).
Collins va morir el 19 de setembre de 2015, de càncer de mama, dues setmanes abans de complir 78 anys.